# Anania amphinephela
Anania amphinephela is een vlinder van de familie van de grasmotten (Crambidae). De wetenschappelijke naam van deze soort is voor het eerst voorgesteld als Pyrausta amphinephela door Edward Meyrick in een publicatie uit 1933.
De soort komt voor in Congo-Kinshasa en Kenia.